# Ordre impérial et militaire de Saint-Georges
Pour les articles homonymes, voir Ordre de Saint-Georges (homonymie).
L’ordre impérial et militaire de Saint-Georges, martyr et victorieux (en russe : Императорский Военный орден Святого Великомученика и Победоносца Георгия) est un ordre honorifique russe qui récompense exclusivement les mérites militaires. Il est institué par Catherine II, en 1769 pour récompenser officiers et soldats. Supprimé par Lénine, en 1918, il fut réinstauré en 1994 par Boris Eltsine sous le nom d’ordre de Saint-Georges (Орден Святого Георгия). Il comporte quatre classes et ses couleurs distinctives sont l’orange rayé de trois bandes noires. La première classe est la plus haute distinction de l’Ordre. Elle pouvait être accompagnée de la croix de Saint-Georges sous l’empire.

## Insignes
La décoration de l’ordre de Saint-Georges devait être portée au-dessus des ordres inférieurs (c’est-à-dire au-dessus de toutes les autres décorations, mise à part celle de l’ordre de Saint-André). L’ordre est composé de trois insignes :

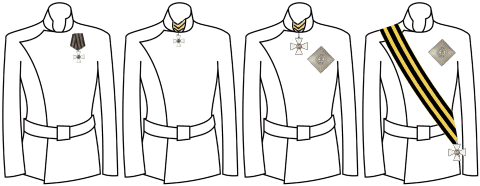
Port réglementaire des insignes de l’ordre de Saint Georges en Russie impériale (de gauche à droite : 4e à 1re classe)

- La croix : il s’agit d’une croix pattée en émail blanc avec un disque central comprenant une image de saint Georges sur son cheval, terrassant un dragon (les officiers non chrétiens recevaient une croix avec au centre l’aigle impérial à la place du saint). Portée sur une gaine par la première classe, sur un collier par les deuxième et troisième classes, et sur un ruban par la quatrième classe.

- La plaque : il s’agit d’une étoile d’or à quatre pointes, avec le code de saint Georges au centre, entouré par la devise de l’Ordre « Pour le courage et le service ». Portée à gauche sur la poitrine par les première et deuxième classes.

- Le ruban : orange avec trois rayures noires, appelé communément le « Ruban géorgien ». Il symbolise le feu et la poudre : les « couleurs de la gloire militaire » russe, et on pense qu’elles ont pour origine les couleurs d’origine du blason de l’Empire russe (aigle de sable sur champ d’or).

## Récipiendaires
Seulement 25 personnes furent décorées de l’ordre de Saint-Georges de première classe de 1770 (Piotr Alexandrovitch Roumiantsev) à 1877 (Nicolas Nikolaïevitch (Senior) de Russie). Parmi ces récipiendaires, quatre reçurent les quatre classes de l’ordre :
- le général prince Mikhaïl Koutouzov ;
- le général prince Michel Barclay de Tolly ;
- le général prince Ivan Paskevitch ;
- le général comte Hans Karl von Diebitsch.

L’ordre de 2e classe fut attribué 125 fois (la dernière fois en 1916 au général Nikolaï Ioudenitch), celui de 3e classe 650 fois et celui de 4e environ 10 500 fois.

## Arme de Saint-Georges

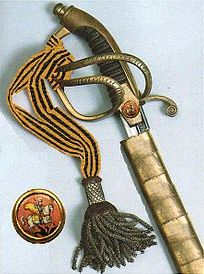
Exemple d'épée d'honneur avec dragonne aux couleurs de l'ordre et médaillon de Saint-Georges.

Une distinction particulière pour le courage et l’abnégation au combat était la remise d’une arme dorée (épée, dague ou, plus tardivement, sabre), souvent ornée de diamants dans le cas de généraux.
En 1807 les officiers supérieurs récipiendaires d’une arme « pour bravoure » sont assimilés aux chevaliers des ordres impériaux, à partir de 1855 ces armes sont accompagnées d’une dragonne aux couleurs du ruban de Saint-Georges et leur garde décorée d’une croix de Saint-Georges.
En 1869 les récipiendaires reçoivent le statut de chevalier de l’ordre de Saint-Georges, mais l’arme est considérée comme une distinction distincte des classes de l’ordre. Elle est officiellement intégrée à l’ordre dans le nouveau statut de 1913 et reçoit alors le nom officiel d’arme de Saint-Georges et arme de Saint-Georges décorée de diamants.

## Croix de Batailles
Comme continuation de l’Ordre, des croix furent données pour des personnalités qui se sont distinguées lors de batailles sans pour autant être décorées par la croix de St-Georges ou de St-Vladimir.
| | |                                                                                                  |                                                                                                  |                                                                                                 |                                                                                     |                                                                                     |                                                                                     | | | | | | |
| Croix d’Otchakov avant Pour le service et le courage, l’avers Prise d’Otchakov le 6 décembre 1788. | Croix d’Otchakov avant Pour le service et le courage, l’avers Prise d’Otchakov le 6 décembre 1788. | Croix d’Izmaïl, recto Pour son courage impeccable et l’avers Prise d’Izmaïl le 11 décembre 1790. | Croix d’Izmaïl, recto Pour son courage impeccable et l’avers Prise d’Izmaïl le 11 décembre 1790. | Croix de Praga avant: Pour l’effort et le courage et l'avers prise de Praga le 27 octobre 1794. | Croix de Preußisch Eylau, Pour l’effort et le courage, avers Eylau 27 juillet 1807. | Croix de Preußisch Eylau, Pour l’effort et le courage, avers Eylau 27 juillet 1807. | Croix de Preußisch Eylau, Pour l’effort et le courage, avers Eylau 27 juillet 1807. | Croix de Bazardjike, prise de la forteresse par Kamenski sur le devant Pour un grand courage, l’avers Bazardjike 22 mai 1810. | Croix de Bazardjike, prise de la forteresse par Kamenski sur le devant Pour un grand courage, l’avers Bazardjike 22 mai 1810. | Croix de Bazardjike, prise de la forteresse par Kamenski sur le devant Pour un grand courage, l’avers Bazardjike 22 mai 1810. | Croix de Bazardjike, prise de la forteresse par Kamenski sur le devant Pour un grand courage, l’avers Bazardjike 22 mai 1810. | Croix de Bazardjike, prise de la forteresse par Kamenski sur le devant Pour un grand courage, l’avers Bazardjike 22 mai 1810. | Croix de Bazardjike, prise de la forteresse par Kamenski sur le devant Pour un grand courage, l’avers Bazardjike 22 mai 1810. |

## Croix de Saint-Georges

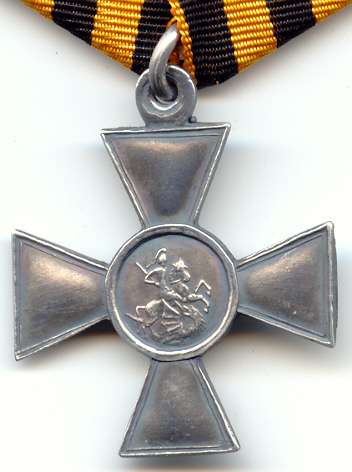
Croix de Saint-Georges de 3e classe.

En 1807 une distinction dérivée de l’ordre est créée pour les rangs inférieurs de l’armée. La croix sans émail était portée avec le même ruban et était décernée pour actes de bravoure face à l’ennemi. En 1856 la croix de Saint-Georges dite pour les soldats est déclinée en quatre classes. Les insignes de 3e et 4e classes étaient en argent, ceux de 1re et 2e en or. Ils se portaient immédiatement à gauche des insignes des ordres avant toute autre décoration.

## Autre utilisation des couleurs

### Par les armées blanches
La médaille de la première campagne du Kouban (1918) de l’armée des volontaires, la croix de la campagne de la steppe (1918) de l’armée du Don ainsi que la médaille de la grande marche de glace de Sibérie (1920) des troupes de l’amiral Koltchak furent décernées à titre militaire avec un ruban aux couleurs de l’ordre de Saint-Georges.
De même l’ataman Semenov décerna à son détachement spécial mandchou des médailles dérivées de l’ordre de Saint-Georges.

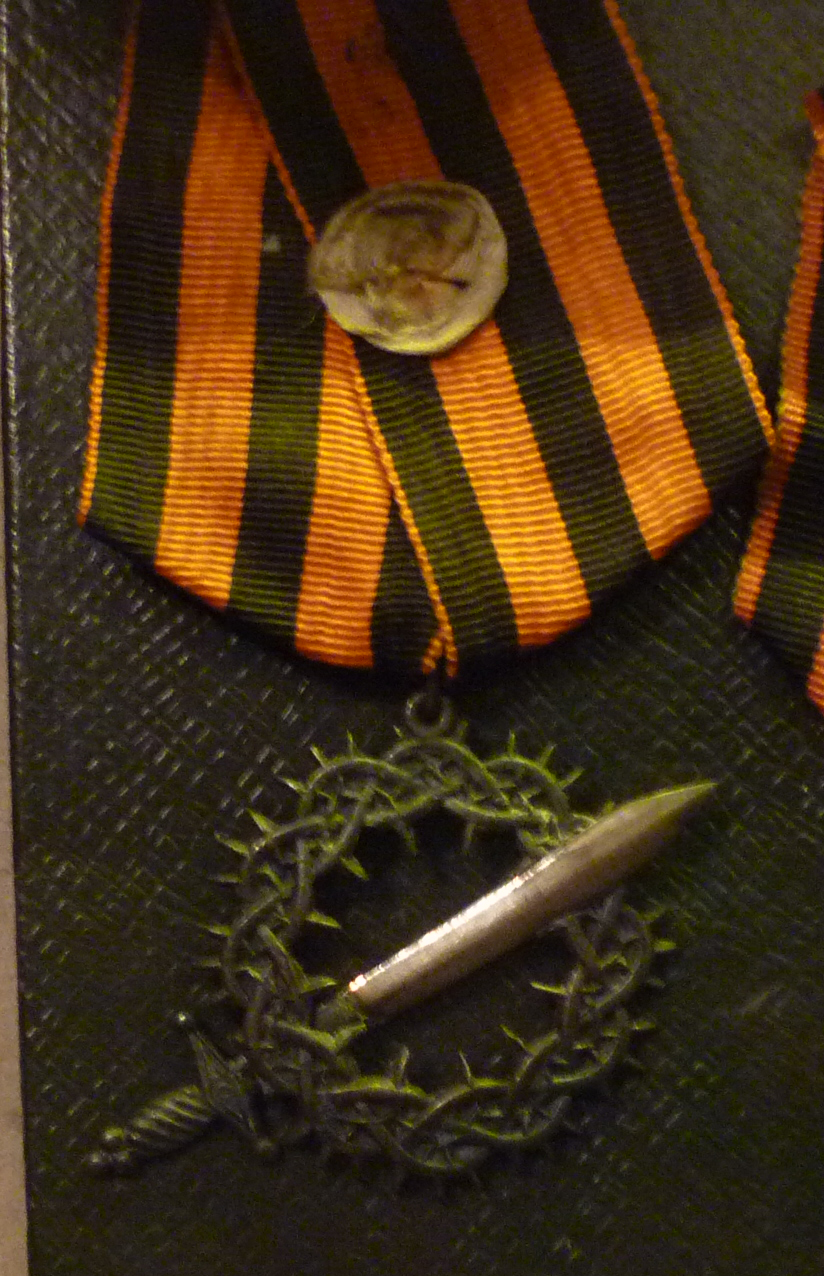
Médaille de la première campagne du Kouban
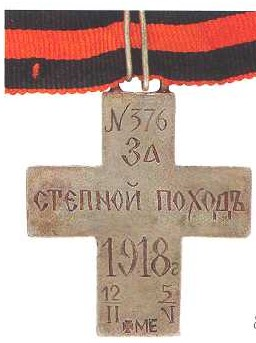
Croix de la campagne de la steppe
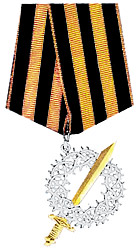
Médaille de la grande marche de glace de Sibérie
Médaille du détachement spécial mandchou

### Par l’armée rouge
Le ruban de la médaille pour la victoire sur l’Allemagne dans la grande guerre patriotique de 1941-45 reprend les couleurs de l’ordre de Saint-Georges.

### Par la fédération de Russie
En 1992 Boris Eltsine réinstaure en principe l’ordre de Saint-Georges mais ses statuts ne sont ratifiés qu’en 2000. Il est décerné pour la première fois en 2008.

### AuXXIesiècle
Chaque année depuis 2005 la veille du 9 mai, des milliers des rubans sont distribués gratuitement dans les rues de Moscou.
Ces rubans sont également utilisés comme signe de ralliement en Crimée et en Ukraine par les milices pro-russes en 2014 (les couleurs du ruban leurs valent le surnom de doryphores, колорадский жук, côté ukrainien).